# Ebru Kocaağa
Ebru Kocaağa (* 20. Juli 1982 in Deutschland) ist eine türkische Schauspielerin.

## Leben und Karriere
Kocaağa wurde am 20. Juli 1982 in Deutschland geboren. Sie studierte an der Trakya Üniversitesi. Sie gehörte zu den Finalistinnen des Miss Turkey 2004. Ihr Debüt gab sie 2005 in der Serie Yabancı Damat. Von 2007 bis 2008 war sie in Kuzey Rüzgarı zu sehen. 2008 trat sie in Dur Yolcu auf.
Anschließend bekam Kocaağa 2012 in dem Film N'apcaz Şimdi? eine Hauptrolle. Im selben Jahr wurde sie für die Serie Ekip 1: Nizama Adanmış Ruhlar gecastet. Zwischen 2023 und 2024 spielte sie in Kuruluş Osman mit.
Kocaağa heiratete 2014 Hakan Mete Kutay. 2015 bekamen sie ihr erstes Kind.

## Filmografie
Filme
- 2012: N'apcaz Şimdi?

Serien
- 2005: Yabancı Damat
- 2005–2007: Acı Hayat
- 2007–2008: Kuzey Rüzgarı
- 2008: Dur Yolcu
- 2012–2015: Ekip 1: Nizama Adanmış Ruhlar
- 2023–2024: Kuruluş Osman